# Tsumasaburō Bandō
Tsumasaburō Bandō (阪東 妻三郎, Bandō Tsumasaburō), né le 14 décembre 1901 et mort le 7 juillet 1953, est un acteur japonais, actif au cinéma et dans le théâtre kabuki. Il apparaît le plus souvent dans des films de chanbara.

## Biographie
Tsumasaburō Bandō a tourné dans plus de 220 films entre 1922 et 1953.

## Filmographie partielle
- 1923 : Kosuzume tōge (小雀峠?) de Kōroku Numata (ja)
- 1924 : Kaiketsu taka (ja) (快傑鷹?) de Buntarō Futagawa
- 1924 : Gyakuryū (逆流?) de Buntarō Futagawa
- 1925 : Orochi (雄呂血?) de Buntarō Futagawa

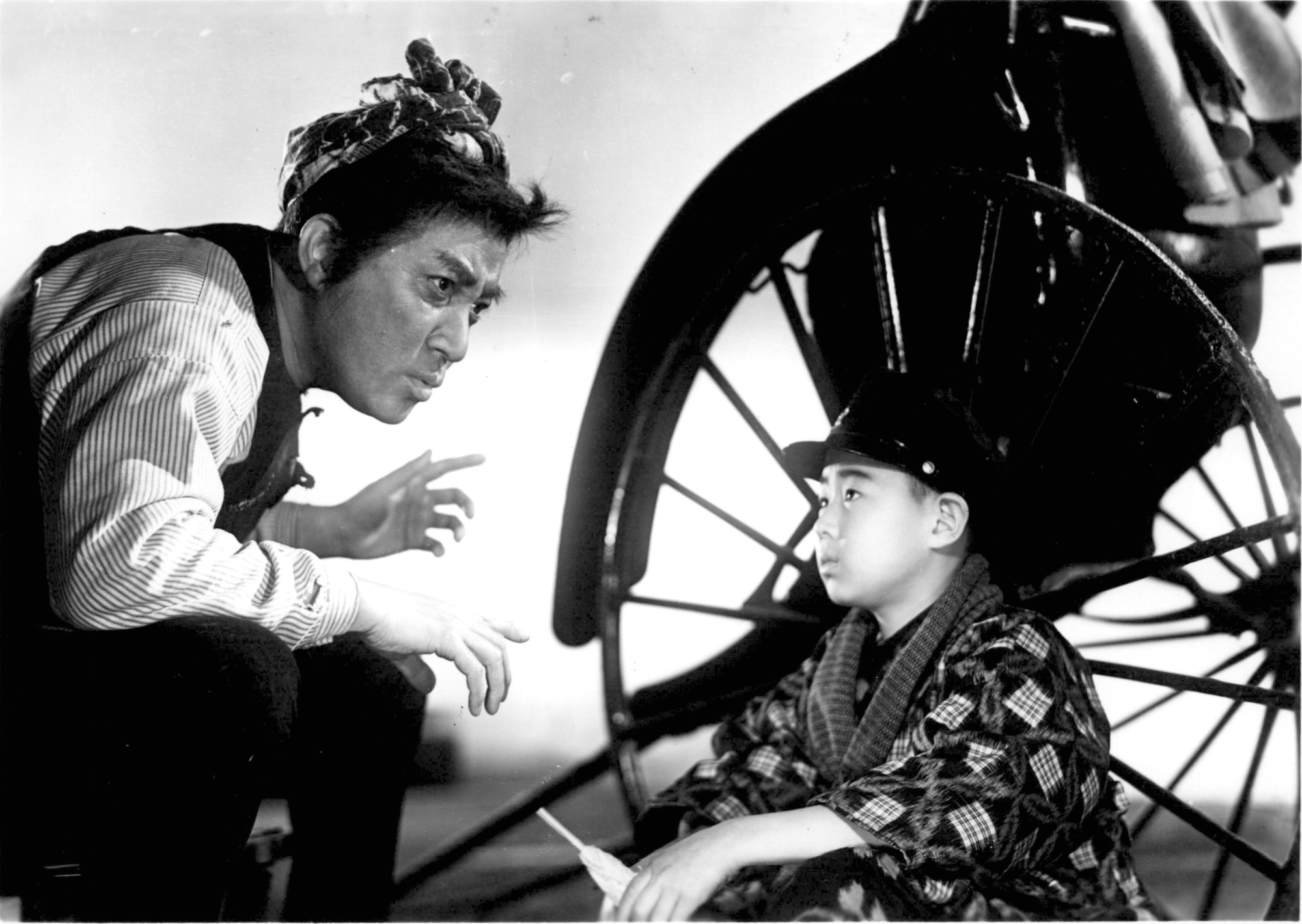
Tsumasaburō Bandō dans L'Homme au pousse-pousse (1943).

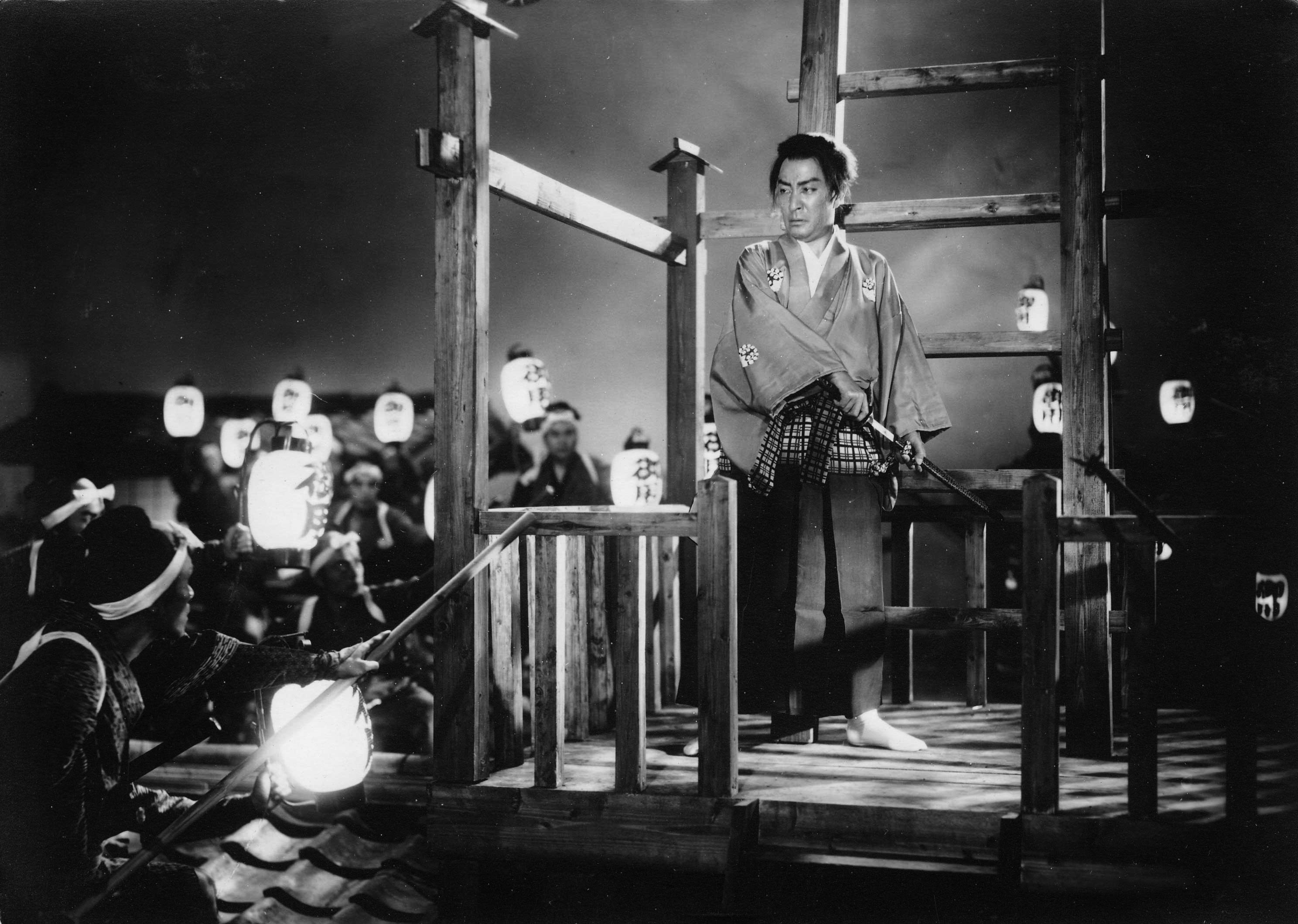
Tsumasaburō Bandō dans Le simple rōnin force le passage (1947).

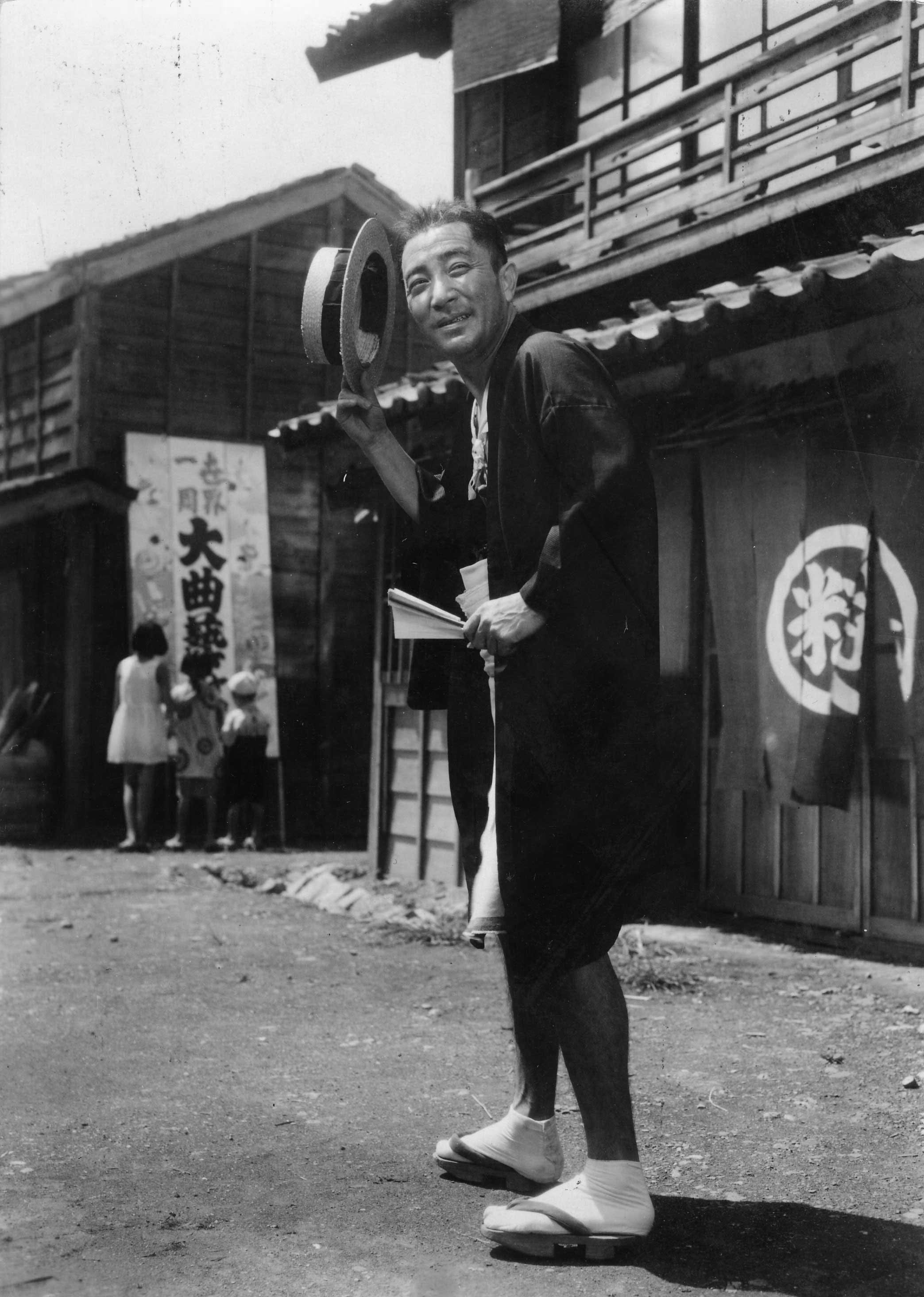
Tsumasaburō Bandō dans Ōshō, le joueur d'échecs (1948).

- 1925 : Edo kaizokuden: Kagehōshi (ja) (江戸怪賊伝 影法師?) de Buntarō Futagawa (film en deux parties)
- 1931 : Koina no Ginpei: Yuki no wataridori (鯉名の銀平 雪の渡り鳥?) de Tomikazu Miyata
- 1937 : Un écho pour l'amour I (恋山彦 風雲の巻, Koi yamabiko: Fūun no maki?) de Masahiro Makino[2]
- 1937 : Un écho pour l'amour II (恋山彦 怒濤の巻, Koi yamabiko: Dotō no maki?) de Masahiro Makino
- 1937 : Duel à Takada-no-baba (血煙高田の馬場, Chikemuri Takadanobaba?) de Hiroshi Inagaki et Masahiro Makino
- 1938 : Insectes en enfer (地獄の蟲, Jigoku no mushi?) de Hiroshi Inagaki
- 1938 : Images infernales I (魔像, Mazō?) de Hiroshi Inagaki[3]
- 1938 : Akagaki Genzō (赤垣源蔵?) de Tomiyasu Ikeda
- 1939 : Images infernales II (魔像, Zoku mazō: Ibara Ukon?) de Hiroshi Inagaki
- 1939 : Rōgoku no hanayome (牢獄の花嫁?) de Ryōhei Arai[4]
- 1941 : Les Derniers Jours d'Edo (江戸最後の日, Edo saigo no hi?) de Hiroshi Inagaki[5]
- 1943 : L'Homme au pousse-pousse (無法松の一生, Muhōmatsu no isshō?) de Hiroshi Inagaki : Matsugoro
- 1945 : Les Yakuzas dans la région de Tokai (東海水滸伝, Tōkai suikoden?) de Hiroshi Inagaki et Daisuke Itō
- 1947 : Le Théâtre estudiantin (壮士劇場, Sōshi gekijō?) de Hiroshi Inagaki
- 1947 : Le simple rōnin force le passage (素浪人罷通る, Surōnin makaritōru?) de Daisuke Itō
- 1948 : Ōshō, le joueur d'échecs (王将, Ōshō?) de Daisuke Itō : Sankichi Sakata
- 1949 : Histoires de détectives : le capuchon violet I (佐平次捕物帳 紫頭巾 前篇, Saheiji torimono-chō: Murasaki zukin I?) de Masahiro Makino
- 1949 : Histoires de détectives : le capuchon violet II (佐平次捕物帳 紫頭巾 後篇, Saheiji torimono-chō: Murasaki zukin II?) de Masahiro Makino
- 1949 : Le Tambour brisé (破れ太鼓, Yabure-daiko?) de Keisuke Kinoshita
- 1951 : Le Palanquin mystérieux (おぼろ駕籠, Oborokago?) de Daisuke Itō : Mukaku
- 1951 : Cinq hommes d'Edo (大江戸五人男, Ōedo gonin otoko?) de Daisuke Itō
- 1951 : Les Cahiers Inazuma (稲妻草紙, Inazuma sōshi?) de Hiroshi Inagaki
- 1952 : Mazō (魔像?) de Tatsuo Ōsone
- 1952 : Tange Sazen (丹下左膳?) de Sadatsugu Matsuda : Tange Sazen